# Baromesnil
Baromesnil est une commune française située dans le département de la Seine-Maritime en région Normandie.

## Géographie

### Localisation

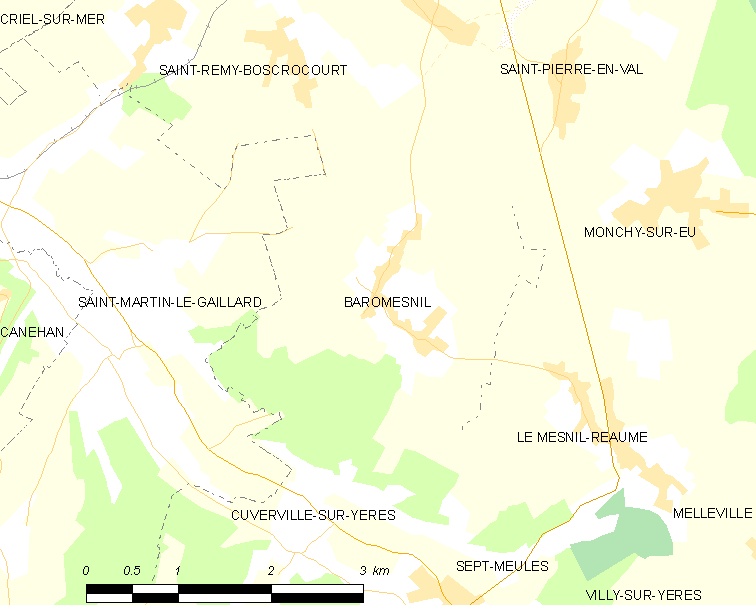
Carte de la commune.

| Saint-Remy-Boscrocourt   |                      | Saint-Pierre-en-Val |
| Saint-Martin-le-Gaillard | Baromesnil           | Monchy-sur-Eu       |
|                          | Cuverville-sur-Yères | Le Mesnil-Réaume    |

### Hydrographie
La commune est située dans le bassin Seine-Normandie. Elle est drainée par le fossé de la Cavée du Tost,.

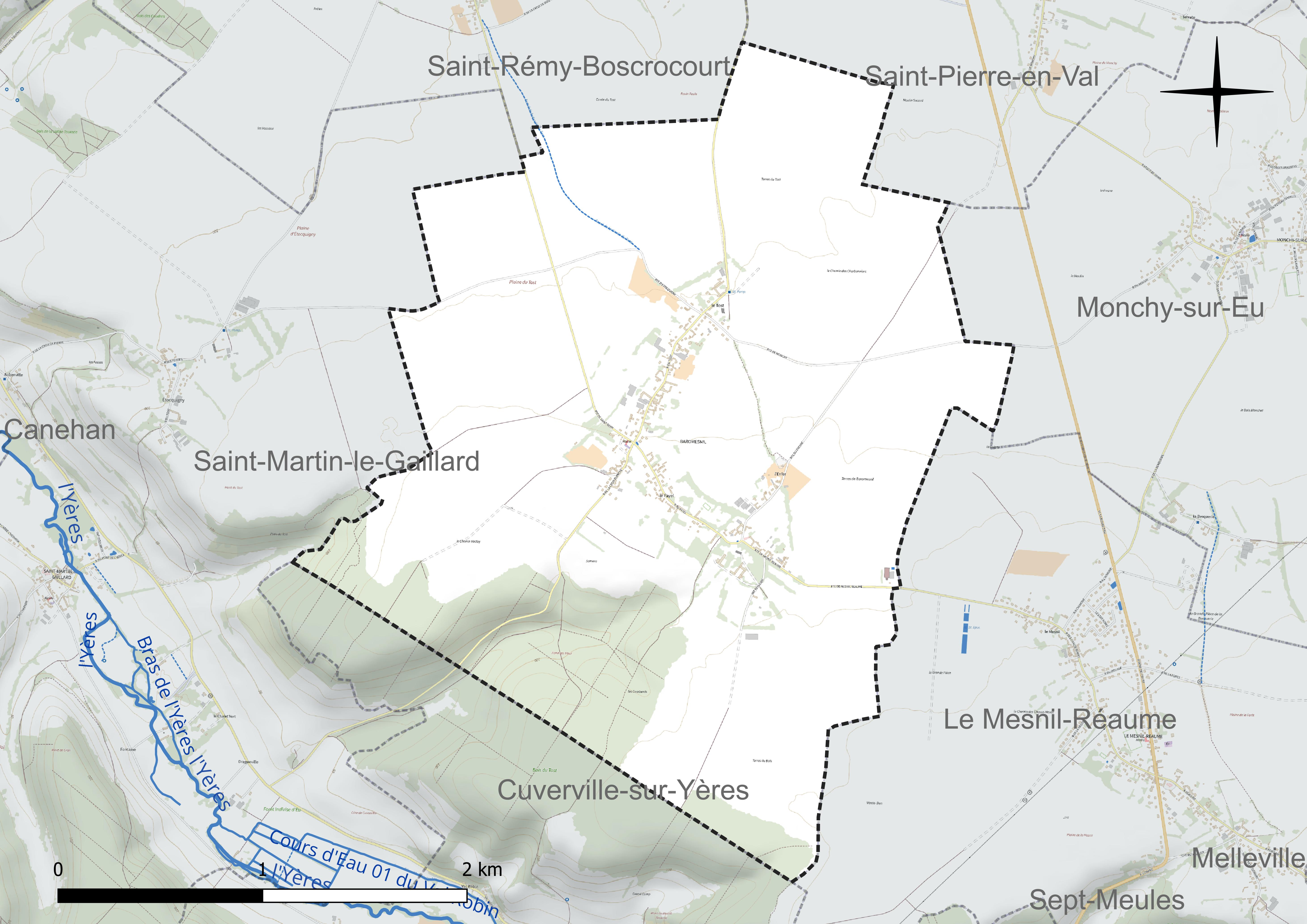
Réseau hydrographique de Baromesnil.

### Climat
Pour des articles plus généraux, voir Climat de la Normandie et Climat de la Seine-Maritime.
En 2010, le climat de la commune est de type climat océanique franc, selon une étude du CNRS s'appuyant sur une série de données couvrant la période 1971-2000. En 2020, Météo-France publie une typologie des climats de la France métropolitaine dans laquelle la commune est exposée à un climat océanique et est dans la région climatique Côtes de la Manche orientale, caractérisée par un faible ensoleillement (1 550 h/an) ; forte humidité de l’air (plus de 20 h/jour avec humidité relative > 80 % en hiver), vents forts fréquents. Parallèlement le GIEC normand, un groupe régional d’experts sur le climat, différencie quant à lui, dans une étude de 2020, trois grands types de climats pour la région Normandie, nuancés à une échelle plus fine par les facteurs géographiques locaux. La commune est, selon ce zonage, exposée à un « climat maritime », correspondant au Pays de Caux, frais, humide et pluvieux, légèrement plus frais que dans le Cotentin.
Pour la période 1971-2000, la température annuelle moyenne est de 10,2 °C, avec une amplitude thermique annuelle de 13,1 °C. Le cumul annuel moyen de précipitations est de 914 mm, avec 13,8 jours de précipitations en janvier et 8,5 jours en juillet. Pour la période 1991-2020, la température moyenne annuelle observée sur la station météorologique la plus proche, située sur la commune de Cayeux-sur-Mer à 22 km à vol d'oiseau, est de 11,4 °C et le cumul annuel moyen de précipitations est de 761,1 mm,. Pour l'avenir, les paramètres climatiques de la commune estimés pour 2050 selon différents scénarios d’émission de gaz à effet de serre sont consultables sur un site dédié publié par Météo-France en novembre 2022.

## Urbanisme

### Typologie
Au 1er janvier 2024, Baromesnil est catégorisée commune rurale à habitat dispersé, selon la nouvelle grille communale de densité à sept niveaux définie par l'Insee en 2022.
Elle est située hors unité urbaine. Par ailleurs, la commune fait partie de l'aire d'attraction d'Eu, dont elle est une commune de la couronne,. Cette aire, qui regroupe 26 communes, est catégorisée dans les aires de moins de 50 000 habitants,.

### Occupation des sols
L'occupation des sols de la commune, telle qu'elle ressort de la base de données européenne d’occupation biophysique des sols Corine Land Cover (CLC), est marquée par l'importance des territoires agricoles (83,1 % en 2018), une proportion identique à celle de 1990 (83,1 %). La répartition détaillée en 2018 est la suivante : 
terres arables (70,8 %), forêts (13 %), prairies (12,3 %), zones urbanisées (4 %). L'évolution de l’occupation des sols de la commune et de ses infrastructures peut être observée sur les différentes représentations cartographiques du territoire : la carte de Cassini (XVIIIe siècle), la carte d'état-major (1820-1866) et les cartes ou photos aériennes de l'IGN pour la période actuelle (1950 à aujourd'hui).

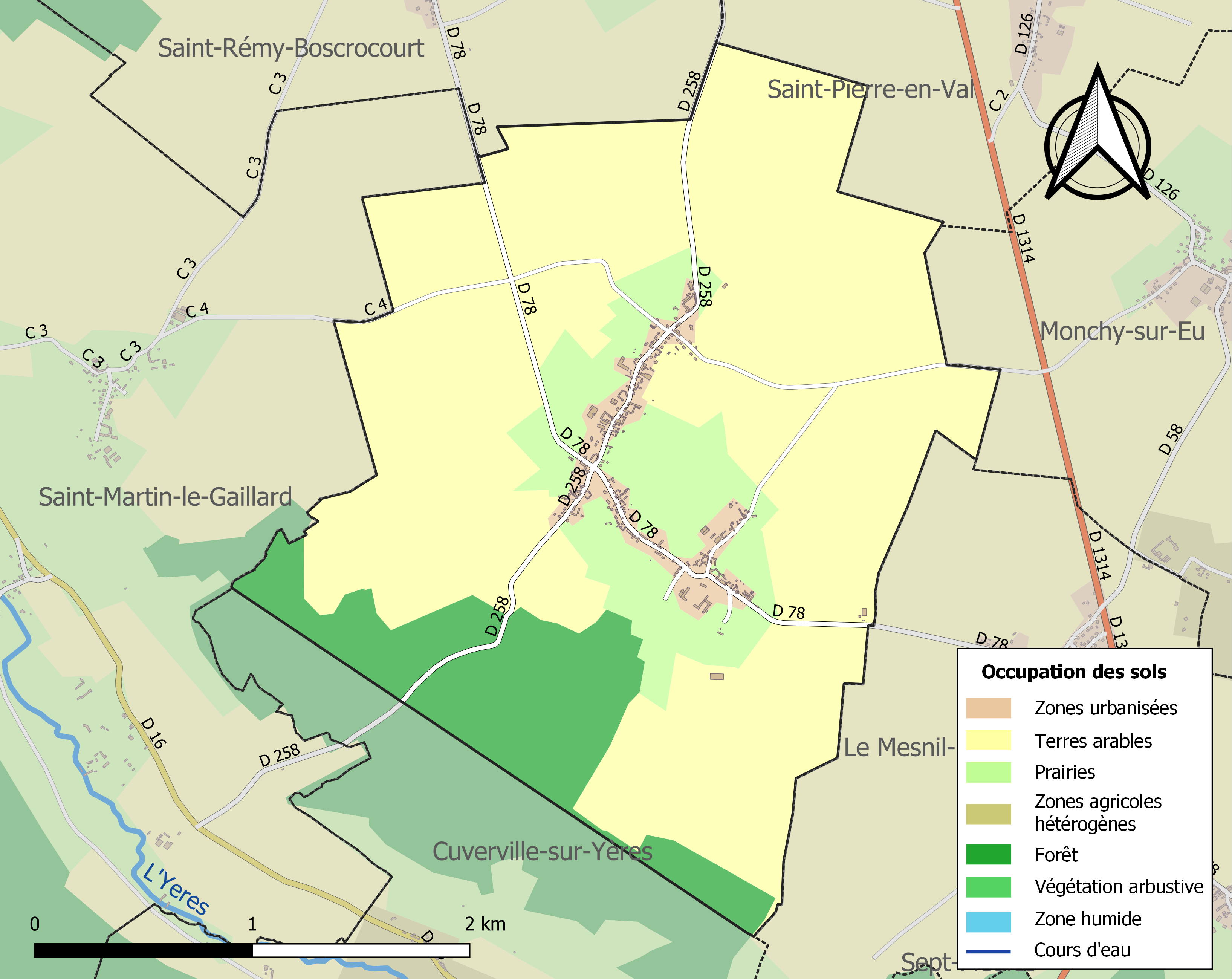
Carte des infrastructures et de l'occupation des sols de la commune en 2018 (CLC).

### Habitat et logement
En 2018, le nombre total de logements dans la commune était de 117, alors qu'il était de 116 en 2013 et de 114 en 2008.
Parmi ces logements, 86,6 % étaient des résidences principales, 4,7 % des résidences secondaires et 8,7 % des logements vacants. Ces logements étaient pour 100 % d'entre eux des maisons individuelles et pour 0 % des appartements.
Le tableau ci-dessous présente la typologie des logements à Baromesnil en 2018 en comparaison avec celle de la Seine-Maritime et de la France entière. Une caractéristique marquante du parc de logements est ainsi une proportion de résidences secondaires et logements occasionnels (4,7 %) supérieure à celle du département (3,9 %) et à celle de la France entière (9,7 %). Concernant le statut d'occupation de ces logements, 83,8 % des habitants de la commune sont propriétaires de leur logement (81,4 % en 2013), contre 53 % pour la Seine-Maritime et 57,5 pour la France entière.
| Typologie                                               | Baromesnil | Seine-Maritime | France entière |
| ------------------------------------------------------- | ---------- | -------------- | -------------- |
| Résidences principales (en %)                           | 86,6       | 88             | 82,1           |
| Résidences secondaires et logements occasionnels (en %) | 4,7        | 3,9            | 9,7            |
| Logements vacants (en %)                                | 8,7        | 8,1            | 8,2            |

## Toponymie
Le nom de la localité est attesté sous les formes Bernonmaisnil ou Bernoumaisnil en 1059,.
Maisnil : autrefois, petite ferme, petite habitation de campagne.

## Politique et administration
| Période                                  | Période                    | Identité                  | Étiquette  | Qualité |
| ---------------------------------------- | -------------------------- | ------------------------- | ---------- | --- |
| Les données manquantes sont à compléter. |                            |                           |            | |
| 1854                                     | 1866                       | Jean-Charles Bouffard     |            | |
| 1881                                     |                            | Louis Charles Estancelin, | Orléaniste | Propriétaire à Eu, général de la garde nationale Secrétaire d'ambassade Député de la Seine-Inférieure (1849 → 1851 et 1869→ 1870) Conseiller général d'Eu (1848 → 1852) |
|                                          |                            | Stéphane Houlé            |            | |
| 1922                                     |                            | Mallet                    |            | |
| 1936                                     |                            | M. Lambert de Beaulieu    |            | |
| Les données manquantes sont à compléter. |                            |                           |            | |
| mars 1983                                | 2014                       | Jean-Pierre Rade          |            | |
| 2014                                     | mai 2020                   | Daniel Tellier            |            | Salarié retraité chez Fichet Administrateur à la CAF de Dieppe (? → 2001)                                                                                               |
| juillet 2020 ,                           | En cours (au 11 août 2020) | Jérôme Blondel            |            | |

## Population et société

### Démographie
L'évolution du nombre d'habitants est connue à travers les recensements de la population effectués dans la commune depuis 1793. Pour les communes de moins de 10 000 habitants, une enquête de recensement portant sur toute la population est réalisée tous les cinq ans, les populations de référence des années intermédiaires étant quant à elles estimées par interpolation ou extrapolation. Pour la commune, le premier recensement exhaustif entrant dans le cadre du nouveau dispositif a été réalisé en 2004.

En 2022, la commune comptait 212 habitants, en évolution de −9,01 % par rapport à 2016 (Seine-Maritime : +0,35 %, France hors Mayotte : +2,11 %).
| 1793 | 1800 | 1806 | 1821 | 1831 | 1836 | 1841 | 1846 | 1851 |
| ---- | ---- | ---- | ---- | ---- | ---- | ---- | ---- | ---- |
| 163  | 174  | 146  | 170  | 396  | 383  | 386  | 377  | 352  |

| 1856 | 1861 | 1866 | 1872 | 1876 | 1881 | 1886 | 1891 | 1896 |
| ---- | ---- | ---- | ---- | ---- | ---- | ---- | ---- | ---- |
| 318  | 312  | 334  | 318  | 332  | 320  | 318  | 330  | 307  |

| 1901 | 1906 | 1911 | 1921 | 1926 | 1931 | 1936 | 1946 | 1954 |
| ---- | ---- | ---- | ---- | ---- | ---- | ---- | ---- | ---- |
| 285  | 292  | 322  | 267  | 290  | 263  | 277  | 277  | 286  |

| 1962 | 1968 | 1975 | 1982 | 1990 | 1999 | 2004 | 2006 | 2009 |
| ---- | ---- | ---- | ---- | ---- | ---- | ---- | ---- | ---- |
| 275  | 251  | 262  | 299  | 266  | 259  | 248  | 245  | 248  |

| 2014 | 2019 | 2022 | - | - | - | - | - | - |
| ---- | ---- | ---- | - | - | - | - | - | - |
| 237  | 218  | 212  | - | - | - | - | - | - |

### Enseignement
En matière d'enseignement primaire, les écoles de Baromesnil, Le Mesnil-Réaume et Monchy-sur-Eu sont organisées en regroupement pédagogique intercommunal. Un service de cantine et de garderie facilite l'accueil des élèves. Ce regroupement couvre les communes de Monchy-sur-Eu, Baromesnil, Villy-sur-Yères, Sept-Meules, Cuverville-sur-Yères et Le Mesnil-Réaume. Il concerne 160 élèves pour l'année scolaire 2023-2024.

## Culture locale et patrimoine

### Lieux et monuments
- Église Notre-Dame-de-la-Nativité (XVIe et XVIIe siècles).
- Monument aux morts (1922)

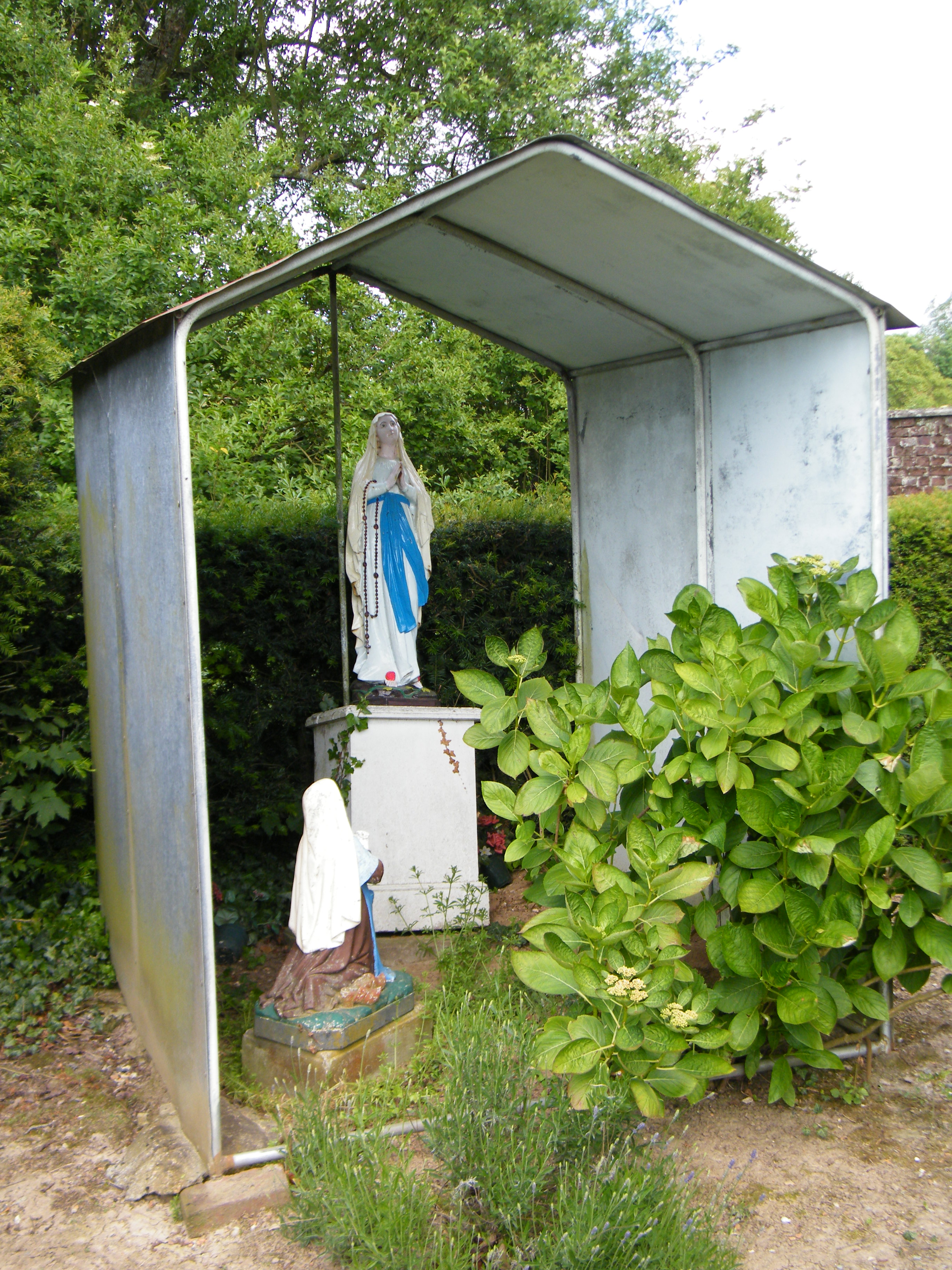
Grotte de Lourdes.
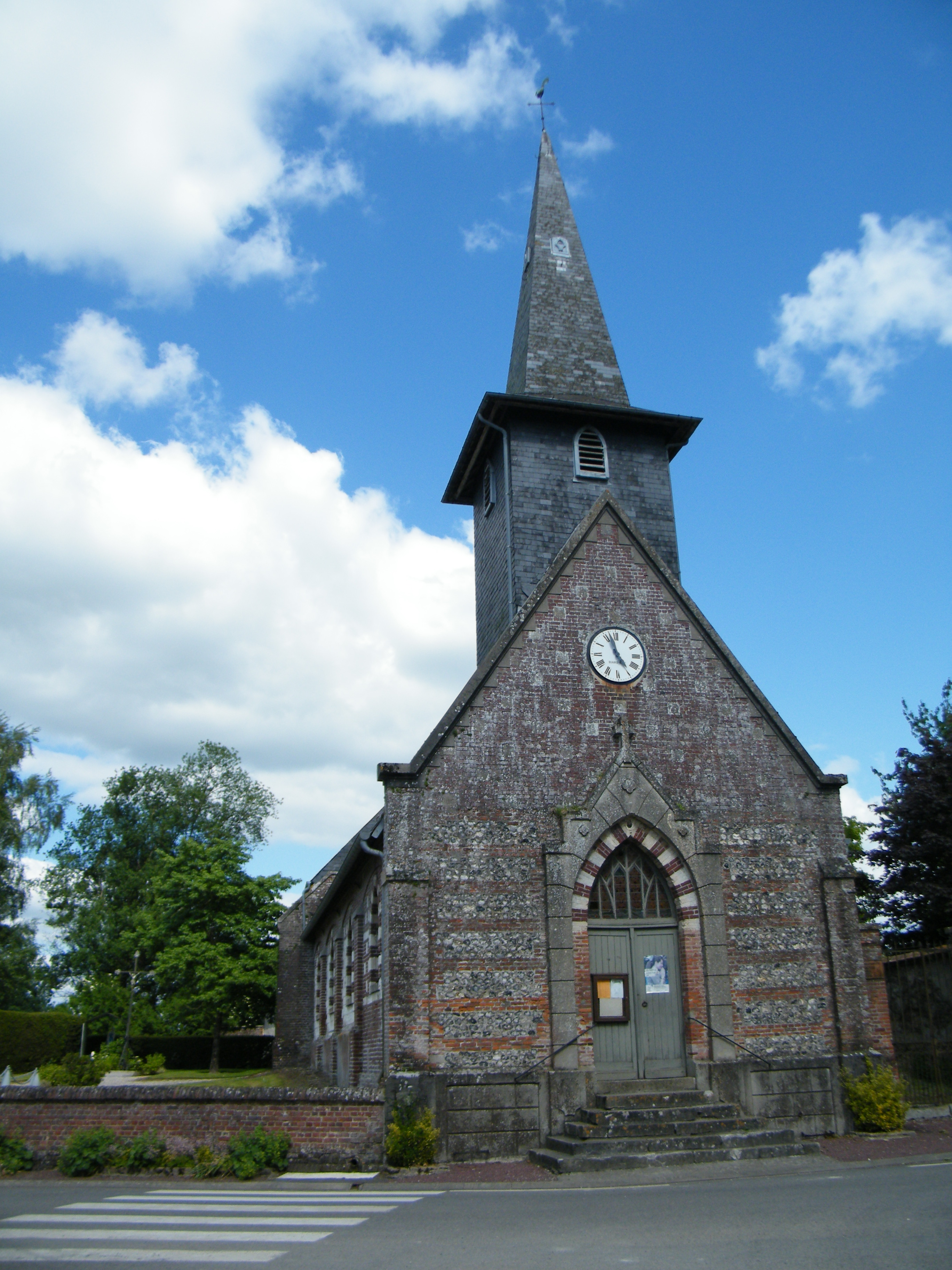
Autre vue de l'église.
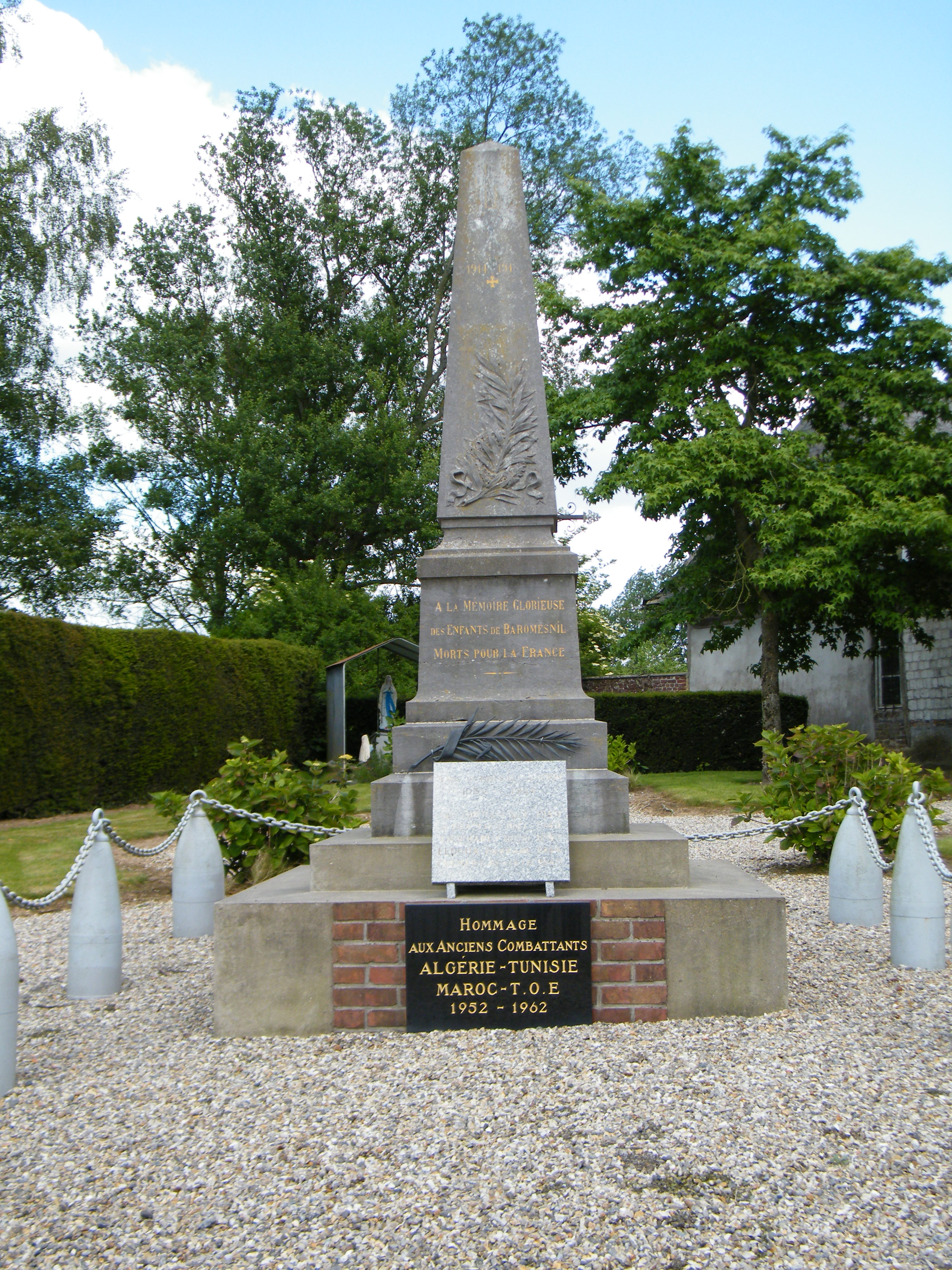
Monument aux morts.